# Paquetá (Rio de Janeiro)
Paquetá è un quartiere (bairro) della città di Rio de Janeiro in Brasile che comprende l'omonima isola di Paquetá e alcuni isolotti minori situati nella parte settentrionale della Baia di Guanabara.

## Amministrazione
Paquetá fu istituito come bairro a sé stante il 23 luglio 1981 come parte della Regione Amministrativa XXI - Ilha de Paquetá del municipio di Rio de Janeiro.